# 부산진구

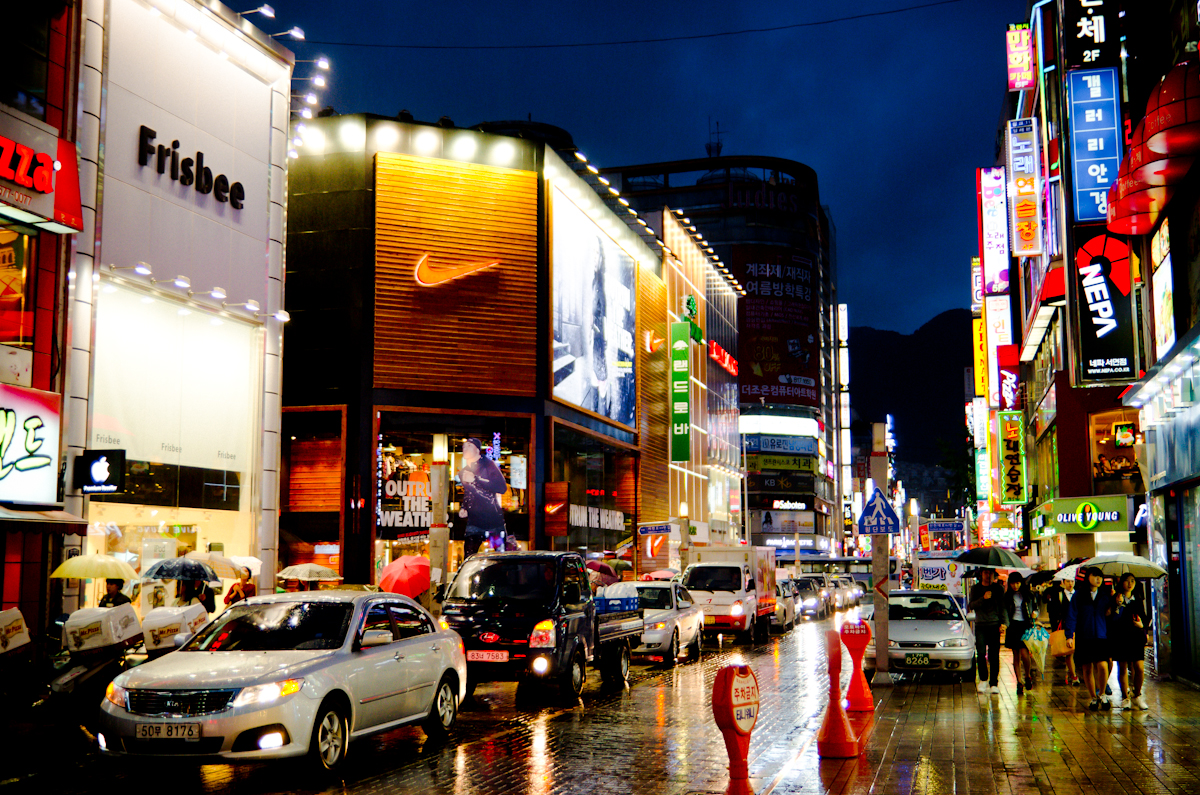
서면

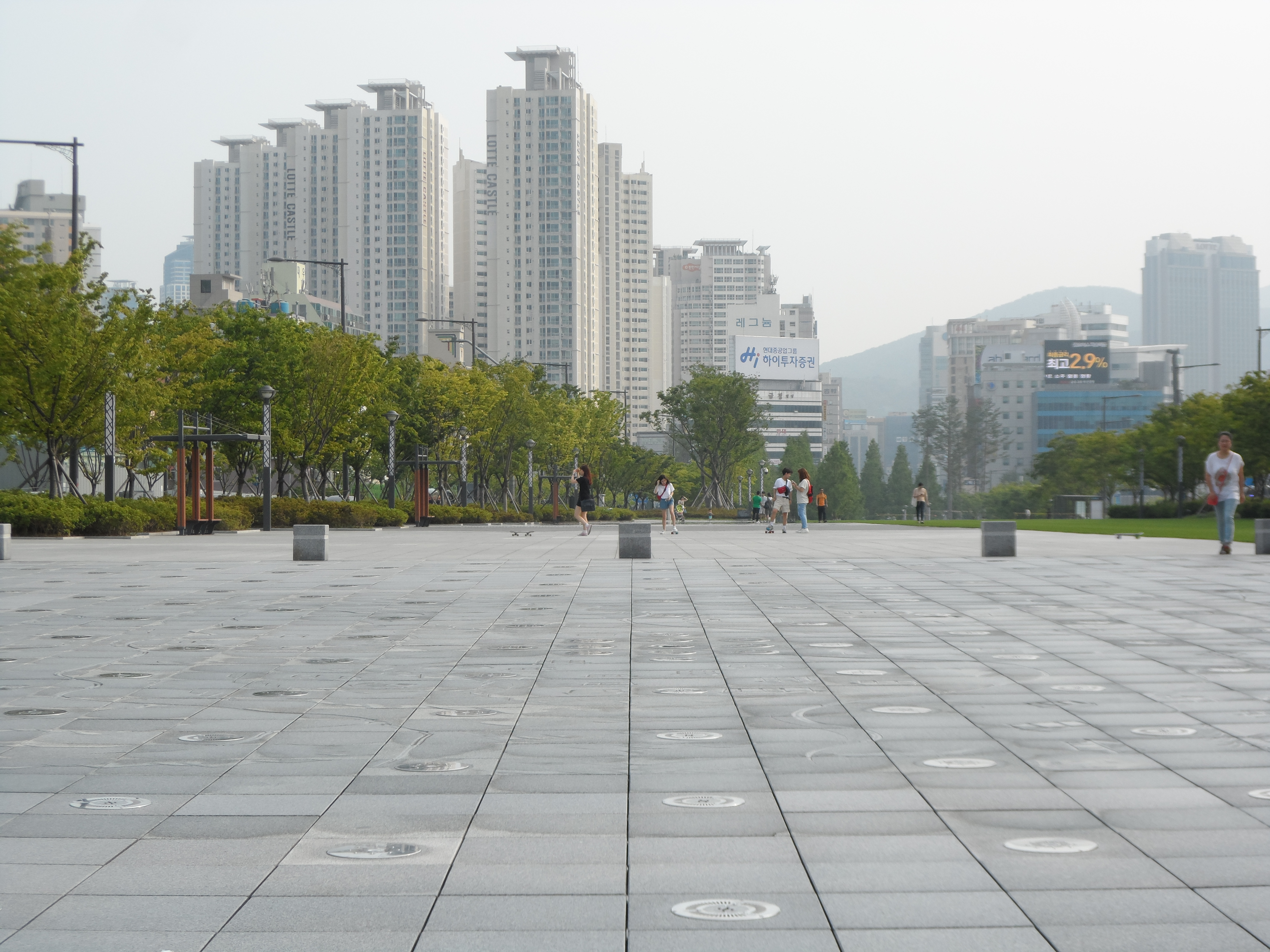
송상현광장 주변 모습
이 근처에는 롯데캐슬 아파트도 선명하게 보인다.

부산진구(釜山鎭區)는 대한민국 부산광역시 중앙에 있는 구이다. 약칭으로 진구(鎭區)로 통칭되기도 한다. 부산진구에는 부산시의 대표적 번화가인 서면이 있다.
'부산진구'라는 이름은 조선시대에 축성된 '부산진성'에서 유래하지만, 관련 지명인 부산진, 부산진역, 부산진시장은 부산진구 인근의 동구에 위치하고 있다.

## 역사
- 1957년 1월 1일 : 구제(區制)가 실시되어 경상남도 부산시 부산진구가 설치되었다.[3]
- 1959년 1월 1일 : 범일동의 각 행정동명을 범천동으로 개칭하였다.
- 1963년 1월 1일 : 부산시가 정부직할이 되었고, 동래군 구포읍과 사상면을 부산진구에 편입하였다.[4][5] 이어 성지동을 연지동·초읍동으로, 가야동을 가야동·개금동으로 분동하였다. (38행정동)
- 1966년 1월 1일: 범천2동을 범천2동과 범천4동으로 분동하였다. (39행정동)
- 1970년 7월 1일: 양정동을 양정1동·양정2동으로, 전포1동을 전포1동·전포3동으로, 가야동을 가야1동·가야2동으로, 대연동을 대연1동·대연2동으로 분동하였다. (43행정동)
- 1970년 10월 1일: 당감1동을 당감1동과 동평동으로 분동하였다. (44행정동)
- 1975년 1월 1일: 개금동을 개금1동·개금2동으로, 용호동을 용호1동·용호2동으로 분동하였다. (46행정동)
- 1975년 10월 1일 : 부산진구 대연출장소, 문현(1·2)동, 범천3동과 동래구 수영출장소를 관할로 남구가 설치되고, 구포출장소와 사상출장소를 폐지해 시 직할의 북부출장소가 설치되었다.[6] 이어서 전포2동을 전포2동과 전포4동으로 분동하였다. (36행정동)
- 1978년 2월 15일 : 부산진구의 일부를 분리하여 북구가 설치되었다.[7] 이와 함께 금성동을 동래구로 이관하였다. (22행정동)
- 1979년 1월 1일: 당감1동을 당감1동·당감3동으로, 동평동을 동평1동·동평2동으로, 가야2동을 가야2동·가야3동으로 분동하였다. (25행정동)
- 1979년 8월 8일: 양정1동을 양정1동·양정3동으로, 양정2동을 양정2동·양정4동으로, 부암동을 부암1동·부암2동으로, 개금1동을 개금1동·개금3동으로 분동하였다. (29행정동)
- 1982년 5월 1일: 법정동 범일동의 명칭을 범천동으로 변경하였다. 동평1동, 동평2동을 각각 당감4동, 부암3동으로 개칭하였다.
- 1988년 5월 1일 : 부산진구가 자치구로 승격되었다.
- 1995년 1월 1일 : 부산직할시가 부산광역시로 개칭되어 부산광역시 부산진구가 되었다.[8]
- 1998년 7월 1일: 양정1동·양정3동을 양정1동으로, 양정2동·양정4동을 양정2동으로, 전포2동·전포4동을 전포2동으로, 부암1동·부암2동을 부암1동으로 합동하였다. (25행정동)
- 2013년 2월 1일 : 당감3동을 당감1동으로, 가야3동을 가야1동으로 합동하였다.[9] (23행정동)
- 2015년 1월 1일 : 범전동을 부전1동으로, 전포3동을 전포1동으로 합동하고, 가야1동의 일부가 가야2동에 편입되었다.[10] (21행정동)
- 2015년 12월 6일 : 양정1동 중 유림아시아드 아파트 지역을 연제구 거제4동에 편입하였다.[11]
- 2016년 1월 1일 : 범천4동을 범천2동으로 합동하였다.[12] (20행정동)

## 지리
북부·남서부·동남부가 산으로 둘러싸여 있다. 남쪽에서 부산 서구, 부산 동구, 부산 남구에 인접해 있고, 동쪽에서 연제구, 서쪽으로 사상구와 인접되어 있고, 북쪽으로는 부산 북구, 동래구가 있다.
부산진구 남서쪽에는 부산항 배후에 있는 구덕산이 있어 부산 중심부는 산과 바다에 끼워진 지형이 되어 있다. 진구는 부산 원도심에서 북쪽으로 갈때의 출입구에 해당되어서, 시내·시외의 교통의 요충지이다.

## 행정 구역
2020년 8월 현재 부산진구의 인구는 아래와 같다.

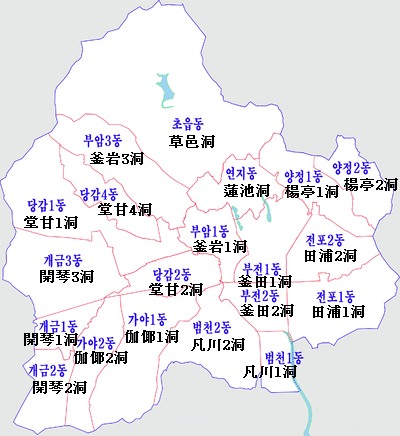

| 행정동    | 한자      | 면적 (km2) | 인구 (명) | 세대    |
| --------- | --------- | ---------- | --------- | ------- |
| 부전제1동 | 釜田第1洞 | 1.23       | 15,569    | 9,727   |
| 부전제2동 | 釜田第2洞 | 0.71       | 10,111    | 5,540   |
| 연지동    | 蓮池洞    | 0.99       | 20,652    | 8,540   |
| 초읍동    | 草邑洞    | 5.91       | 22,457    | 10,033  |
| 양정제1동 | 楊亭第1洞 | 1.19       | 20,548    | 9,094   |
| 양정제2동 | 楊亭第2洞 | 0.89       | 13,070    | 7,820   |
| 전포제1동 | 田浦第1洞 | 1.78       | 18,089    | 10,459  |
| 전포제2동 | 田浦第2洞 | 1.14       | 21,403    | 11,286  |
| 부암제1동 | 釜岩第1洞 | 0.80       | 22,748    | 9,534   |
| 부암제3동 | 釜岩第3洞 | 1.83       | 18,189    | 7,057   |
| 당감제1동 | 堂甘第1洞 | 2.44       | 24,151    | 10,489  |
| 당감제2동 | 堂甘第2洞 | 0.86       | 10,350    | 4,539   |
| 당감제4동 | 堂甘第4洞 | 0.87       | 11,930    | 5,232   |
| 가야제1동 | 伽倻第1洞 | 2.03       | 20,187    | 10,356  |
| 가야제2동 | 伽倻第2洞 | 1.17       | 17,101    | 7,247   |
| 개금제1동 | 開琴第1洞 | 0.58       | 17,275    | 8,866   |
| 개금제2동 | 開琴第2洞 | 0.92       | 11,534    | 5,070   |
| 개금제3동 | 開琴第3洞 | 2.03       | 29,769    | 12,382  |
| 범천제1동 | 凡川第1洞 | 0.55       | 12,026    | 7,155   |
| 범천제2동 | 凡川第2洞 | 1.77       | 20,609    | 10,198  |
| 부산진구  | 釜山鎭區  | 29.69      | 357,768   | 170,624 |

## 인구
| 연도   | 총인구    |  | 비고                              |
| ------ | --------- |  | --------------------------------- |
| 1966년 | 426,496명 |  |                                   |
| 1970년 | 580,665명 |  |                                   |
| 1975년 | 785,330명 |  |                                   |
| 1980년 | 503,003명 |  | 1975년 남구 분리 1978년 북구 분리 |
| 1985년 | 515,424명 |  |                                   |
| 1990년 | 515,235명 |  |                                   |
| 1995년 | 475,280명 |  |                                   |
| 2000년 | 433,666명 |  |                                   |
| 2005년 | 406,718명 |  |                                   |
| 2010년 | 395,703명 |  |                                   |
| 2015년 | 386,668명 |  |                                   |
| 2020년 | 357,284명 |  |                                   |

## 구청
- 부산진구청은 부산광역시 부산진구 부암1동에 위치해 있다.

## 자매 도시
| 지역 & 국가 | 도시           | 도시     |
| ----------- | -------------- | -------- |
| 대한민국    | 경상남도       | 남해군   |
| 대한민국    | 경상남도       | 밀양시   |
| 대한민국    | 경상남도       | 함양군   |
| 대한민국    | 경상남도       | 합천군   |
| 대한민국    | 광주광역시     | 북구     |
| 대한민국    | 전북특별자치도 | 임실군   |
| 대한민국    | 충청북도       | 단양군   |
| 중국        | 상하이시       | 상하이시 |

## 교육 기관

동의대학교

- 사립대학교

|  | - 동의대학교 | - 인제대학교 의과대학 |

- 사립전문대학

|  | - 동의과학대학교 | - 부산여자대학교 |

- 고등학교

|  | - 부산동고등학교 - 부산동성고등학교 - 부산진여자고등학교 - 양정고등학교 - 가야고등학교 | - 경남공업고등학교 - 동의공업고등학교 - 한국과학영재학교 - 부산정보고등학교 - 부산마케팅고등학교 | - 세정상업고등학교 - 부산진고등학교 - 부산국제고등학교 - 경원고등학교 | - 부산진여자상업고등학교 - 성모여자고등학교 - 개성고등학교 - 개금고등학교 |

## 교통
| ● 부산 도시철도 1호선 | 시청역 ↔ 양정역 ↔ 부전역 ↔ 서면역(2호선 환승) ↔ 범내골역 ↔ 범일역                                    |
| ● 부산 도시철도 2호선 | 냉정역 ↔ 개금역 ↔ 동의대역 ↔ 가야역 ↔ 부암역 ↔ 서면역(1호선 환승) ↔ 전포역 ↔ 국제금융센터·부산은행역 |
| ● 동해선 광역전철     | (시/종착역) ↔ 부전역 ↔ 태화강역                                                                      |

## 갤러리

### 도심 풍경

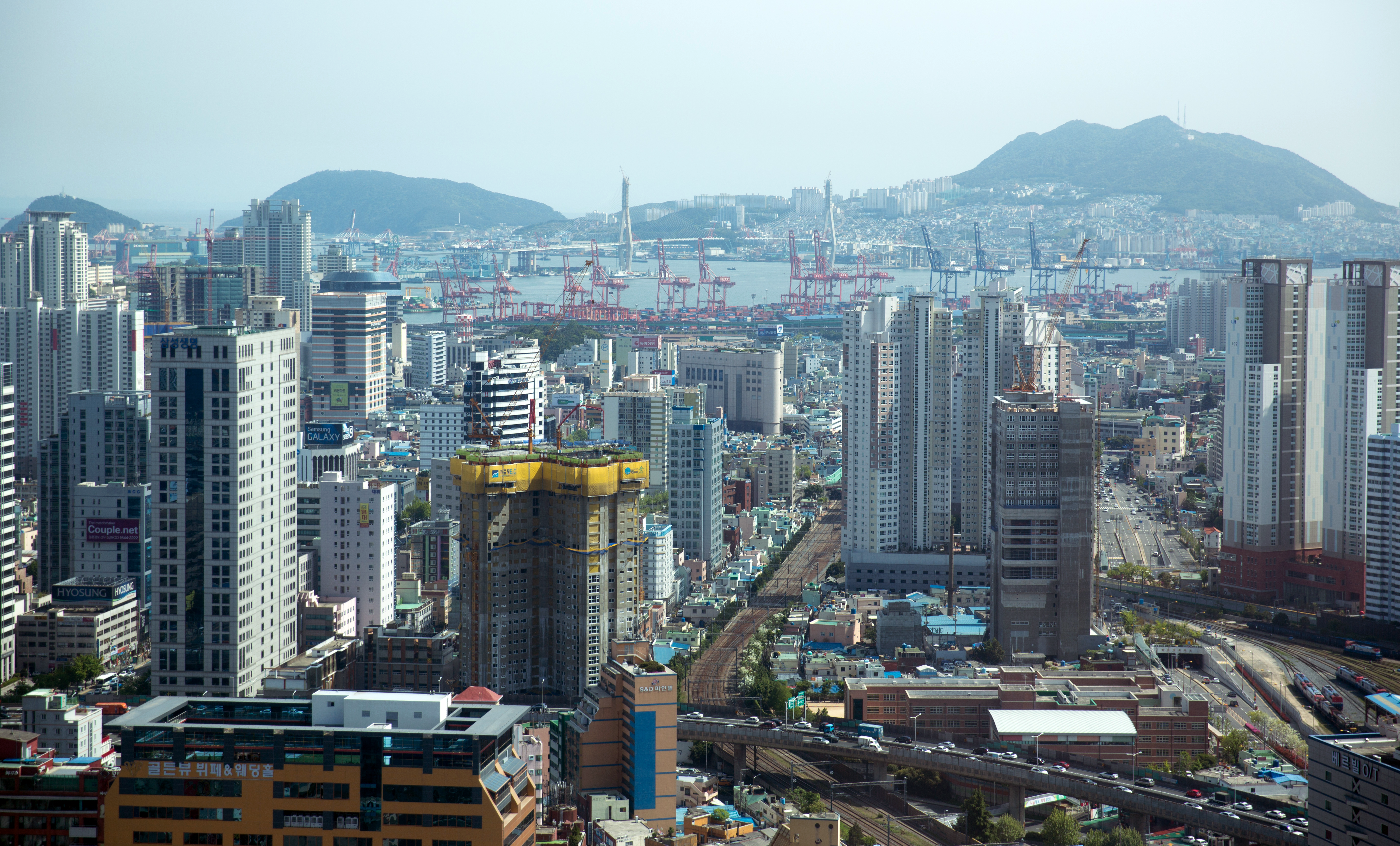
범천동 일대
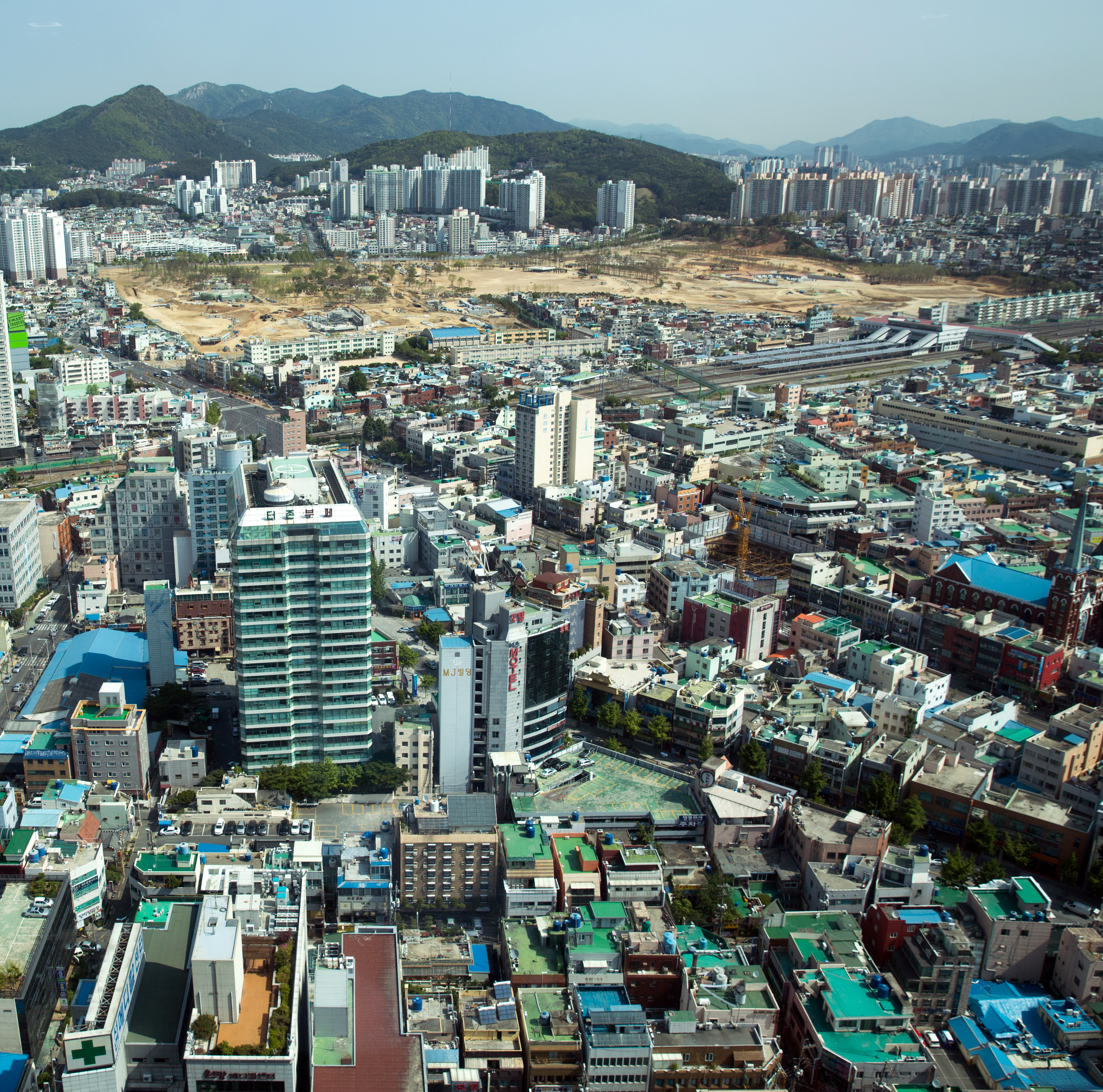
부전동 일대
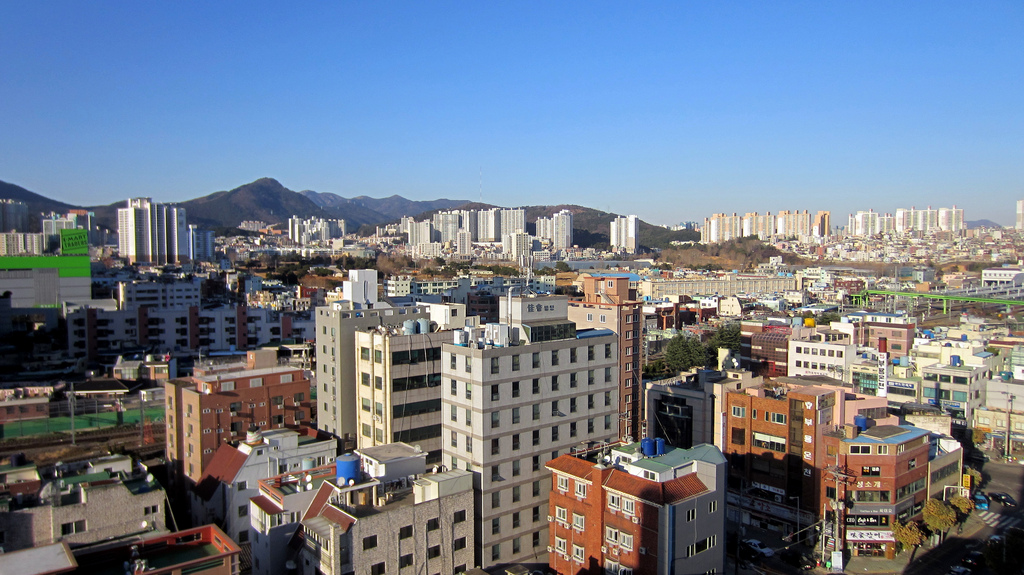
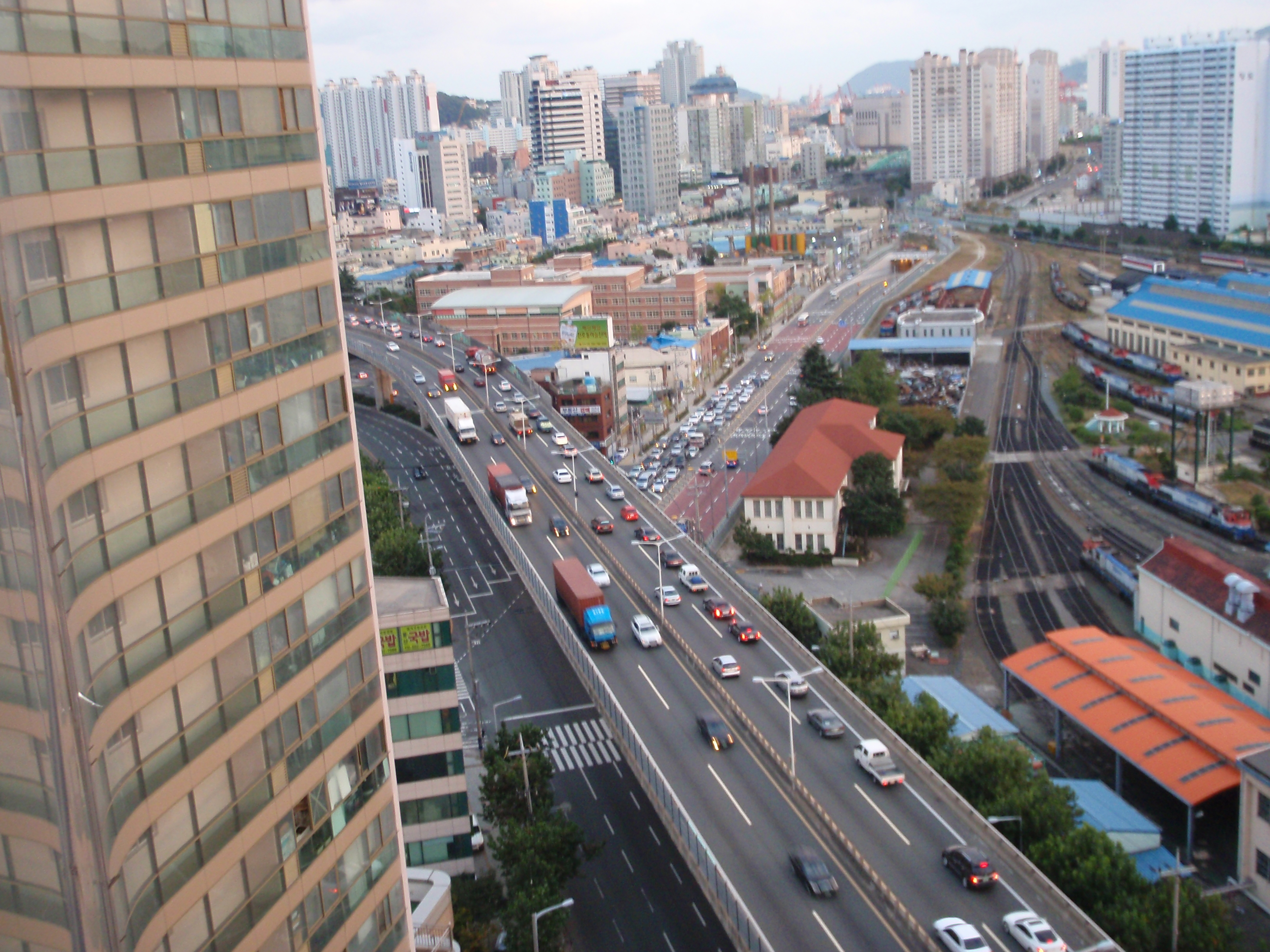
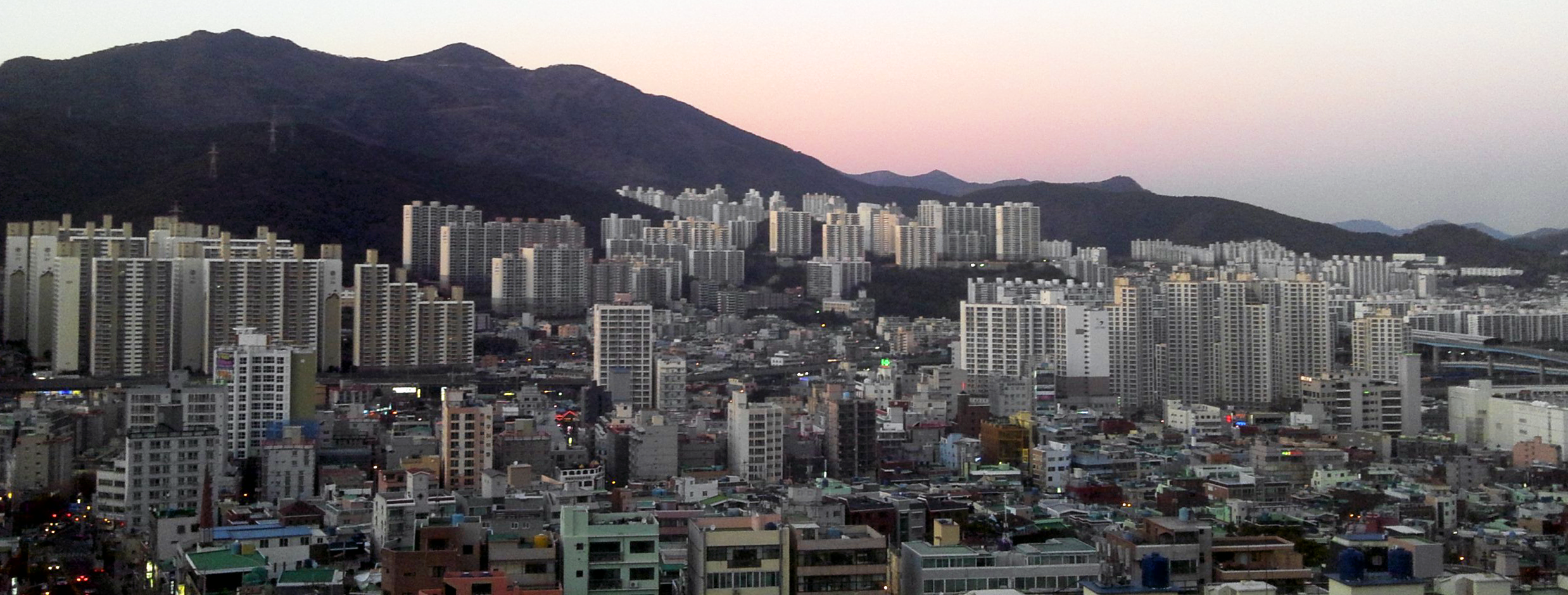
개금동 일대
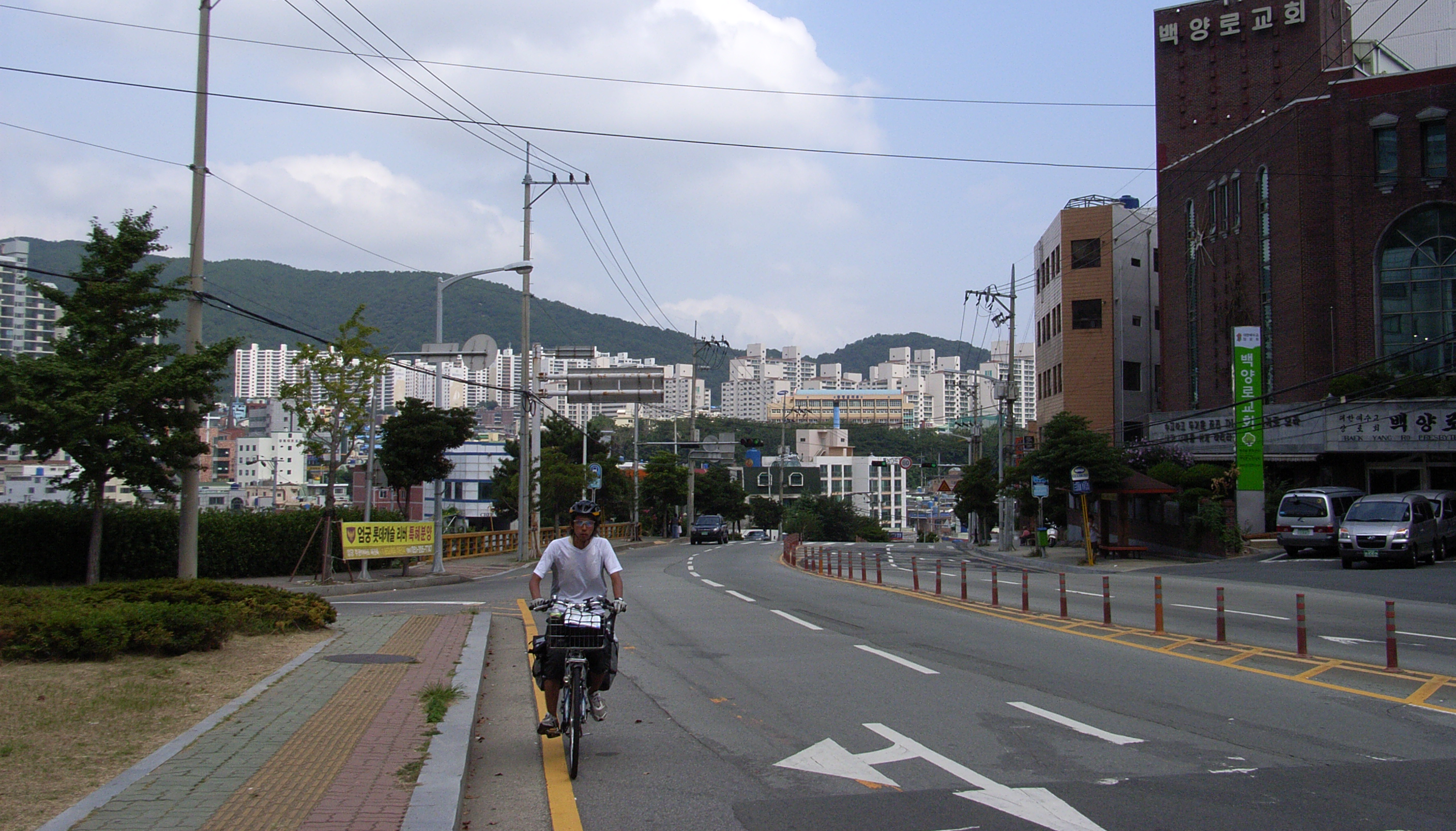
당감동 일대

### 서면

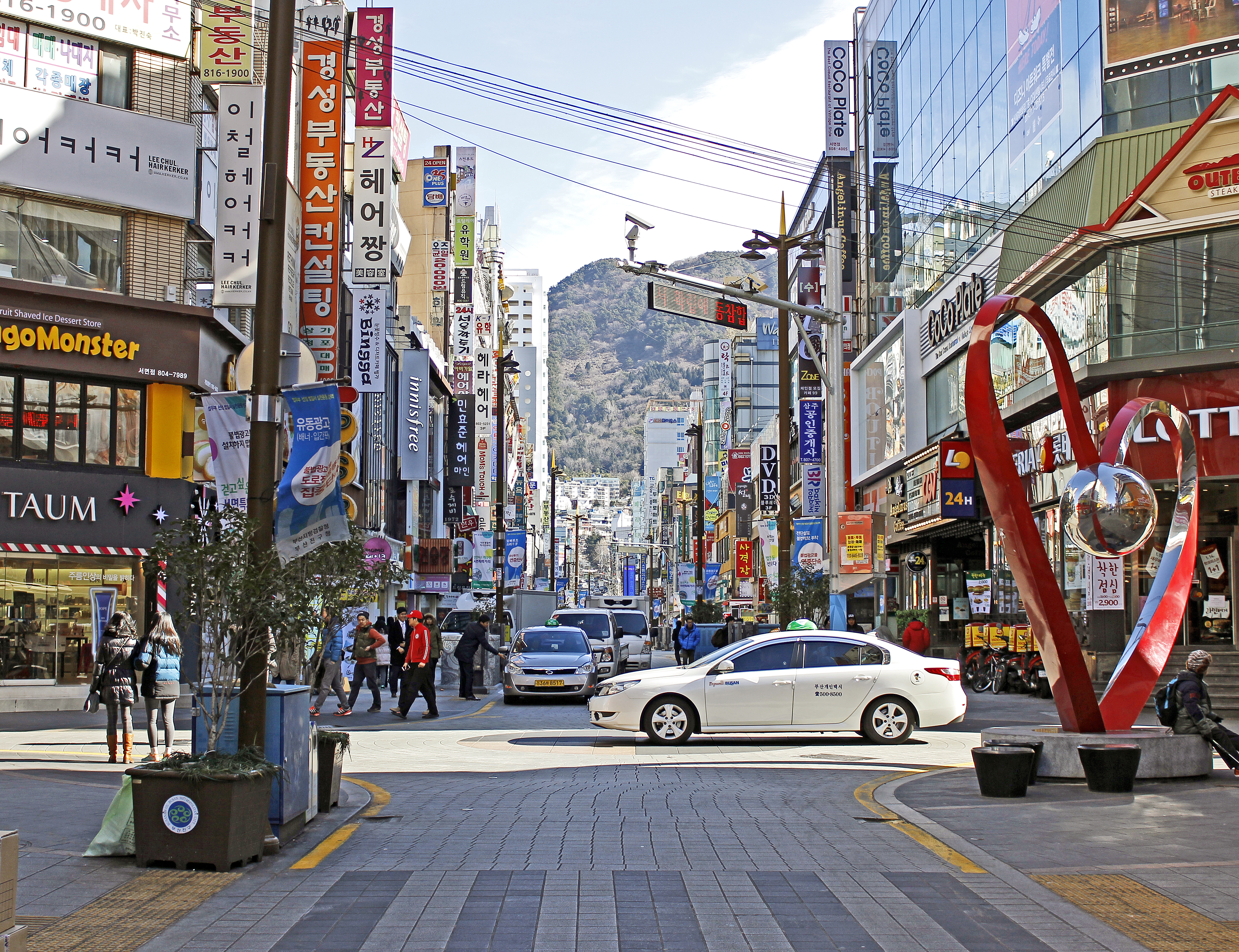
서면특화거리
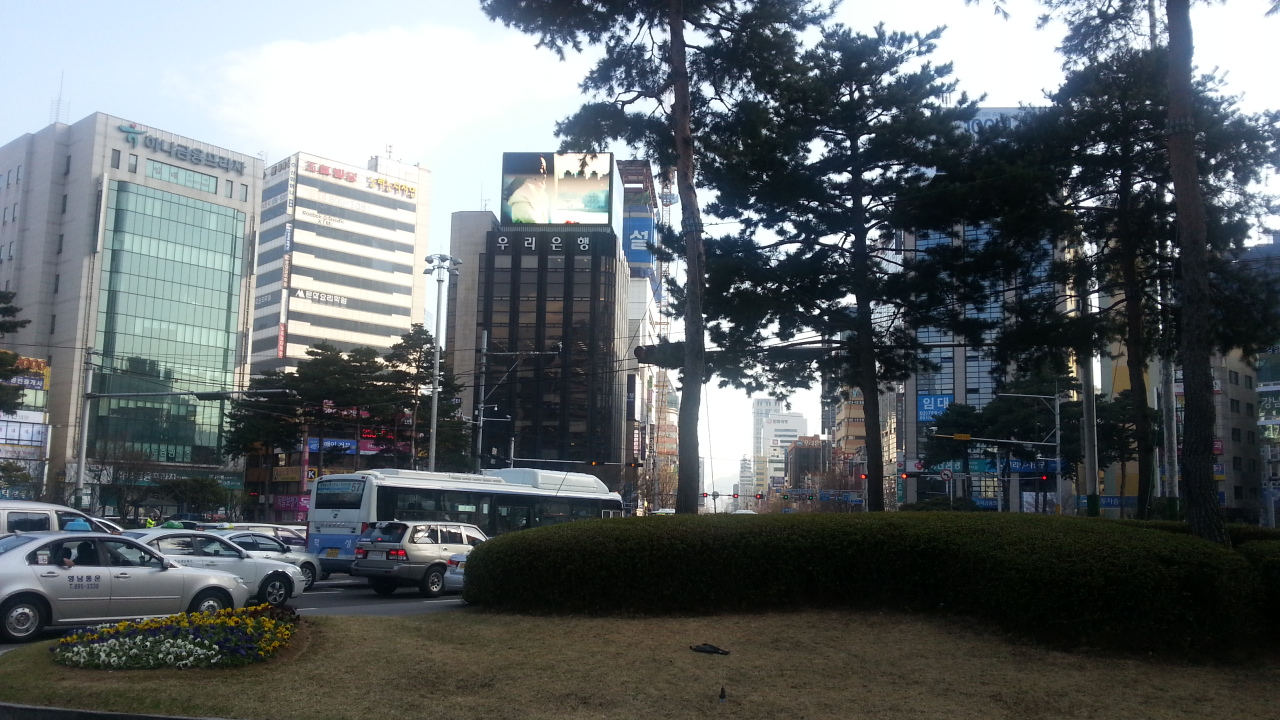
서면로터리 일대
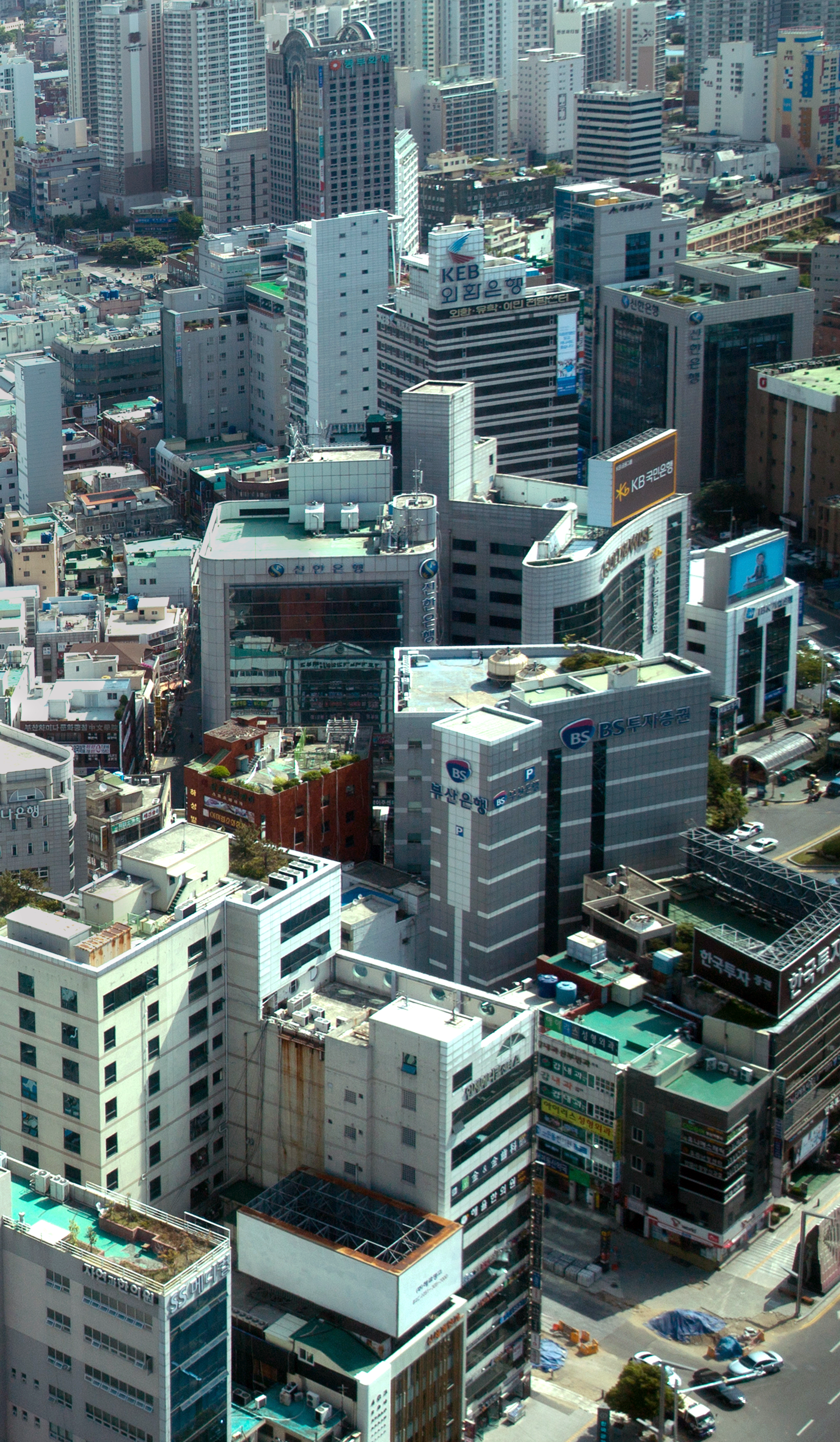
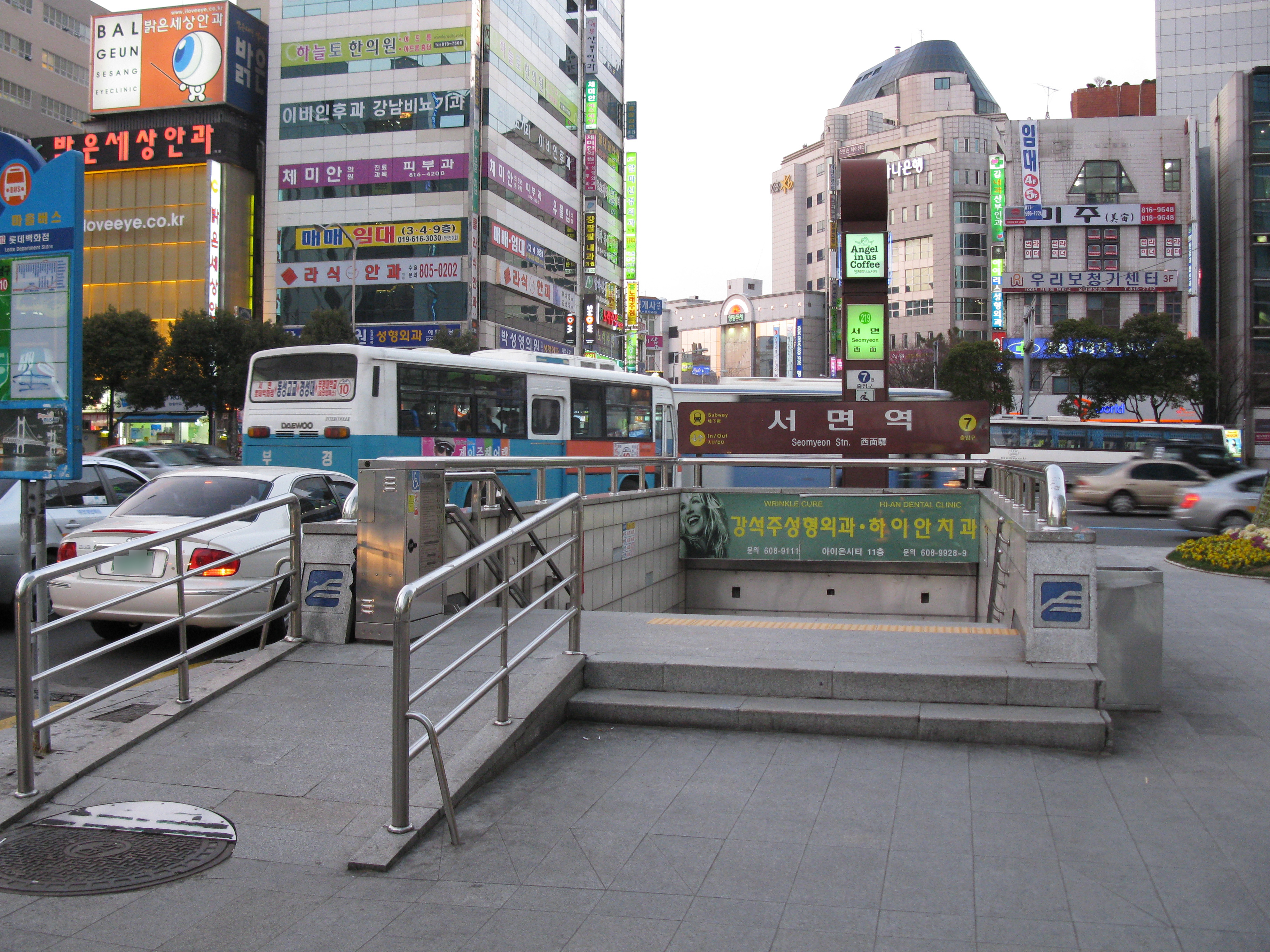
서면역 7번 출입구

## 같이 보기
- 대한민국의 지리